# Lepidozona hyotanseana
Lepidozona hyotanseana is een keverslakkensoort uit de familie van de Ischnochitonidae. De wetenschappelijke naam van de soort is voor het eerst geldig gepubliceerd in 1986 door Wu & Okutani.